# Рыхтик, Михаил Иванович
Михаил Иванович Рыхтик (род. 23 марта 1971, СССР) — российский учёный-политолог, директор Института международных отношений и мировой истории в Нижегородском государственном университете (с 2013), депутат Нижегородской городской думы VII созыва. Профессор Российской академии наук.

## Биография
В 1993 году с отличием закончил ННГУ им. Н. И. Лобачевского. В 1997 году получил степень кандидата в области политических наук, а в 2005 году — докторскую степень.
В 2002—2010 гг. возглавлял кафедру международно-политических коммуникаций и страноведения. В 2010—2013 гг. заведовал кафедрой теории политики.
С 2012 года являлся деканом факультета международных отношений, который в 2013 году был преобразован в связи с объединением с историческим факультетом ННГУ в Институт международных отношений и мировой истории (ИМОМИ).
В 2020 году был избран депутатом Городской думы Нижнего Новгорода VII созыва по избирательному округу № 12 от партии КПРФ.
В ННГУ возглавляет диссертационный совет по политическим наукам. Является экспертом российского гуманитарного научного фонда. Входит в учебно-методические объединения вузов России при МГИМО и МГУ. Член совета Российского общества политологов (на 2024 год).

## Научная работа
В РАН входит в отделение глобальных проблем и международных отношений. Занимается вопросами международной безопасности, российско-американских отношений и мировой политики.
Член редакционных коллегий журналов «Вестник Московского университета», «Международные отношения и общество», «Международная аналитика» и «Вестник Нижегородского университета».
Имеет 35 научных работ и 7 научно-методических пособий. Индекс Хирша — 10 (по публикациям в РИНЦ).

## Награды
Почётные грамоты ННГУ, председателя Законодательного собрания Нижегородской области, главы города Нижнего Новгорода, Министерства образования и науки.